# Abd-al-Màlik ibn Sàlih ibn Alí
Abu-Abd-ar-Rahman Abd-al-Màlik ibn Alí ibn Abd-Al·lah ibn Abbàs al-Haiximí (àrab: أبو عبد الرحمن عبد الملك بن صالح بن علي بن عبد الله بن عباس الهاشمي, Abū ʿAbd ar-Raḥmān ʿAbd al-Malik b. Ṣāliḥ b. ʿAlī b. ʿAbd Allāh b. ʿAbbās al-Hāximī) (? - ar-Raqqà, 812?) fou un príncep abbàssida, cosí dels califes As-Saffah i Abu-Jàfar al-Mansur.
Sota Harun ar-Raixid va dirigir diverses campanyes contra els romans d'Orient el 174 i 181 de l'hègira (790/791 i 797/798). A la campanya del 175 (791/792) es discuteix si el cap era aquest príncep o el seu fill Abd-ar-Rahman ibn Abd-al-Màlik.
Fou governador de Medina i després d'Egipte. Es va fer sospitós de deslleialtat al califat, i sense prou proves fou empresonat el 803; va restar a la presó fins a la mort d'Harun ar-Raixid el 809. El successor del califa, al-Amín, el va alliberar i el 196 (811/812) el va nomenar governador de Síria i l'alta Mesopotàmia. Va anar a la ciutat d'ar-Raqqa. seu del govern concedit, però es va posar malalt i va morir poc temps després d'arribar, el mateix 196 de l'hègira (probablement el 812).